# 383
Năm 383 là một năm trong lịch Julius.

## Sự kiện

### Tháng 10
- Trận Phì Thủy, Tạ Huyền đại phá quân Tần.